# Credit Life
Credit Life ist ein Unternehmen, das sich auf die Absicherung von Zahlungsverpflichtungen spezialisiert hat und seine Produkte über verschiedene Partner wie Banken, Bausparkassen, Bezahldienste und Versicherungen vertreibt. Ihr Portfolio umfasst Restkreditversicherungen, Kaufpreisversicherungen, GAP Leasing & GAP Finance, Risikolebensversicherungen und weitere Absicherungslösungen für verschiedene Finanzierungsarten. Credit Life ist eine Marke der Rheinland Versicherung aus Neuss und operiert in Deutschland sowie ausgewählten europäischen Ländern. Die Risikoträger sind die Credit Life AG und die Rheinland Versicherungs AG.

## Unternehmensgeschichte
Die Geschichte des Unternehmens reicht bis ins Jahr 1979 zurück, als die Rheinland Versicherungs AG eine Mehrheitsbeteiligung an der Ontos Restschuld-Lebensversicherungs AG mit Sitz in Köln erwarb und den Vertrieb von Restkreditversicherungen startete. Im Zuge eines Konzernumbaus zum wurde Ontos zum Direktversicherer für Kfz- und Lebensversicherungen ausgebaut
Im Jahr 2002 wurde die Credit Life International NV mit Sitz in Rotterdam gegründet und übernahm das Restkreditversicherungsgeschäft, das fortan unter der Marke Credit Life International vertrieben wurde. In den folgenden Jahren erfolgte eine kontinuierliche Expansion und Diversifikation der Geschäftstätigkeiten. Im Jahr 2004 wurde das Restschuldgeschäft nach Österreich ausgeweitet, und 2006 erfolgte die Verlagerung des Firmensitzes und der Betriebsstätte nach Venlo.
Die Expansionsstrategie setzte sich fort, indem 2007 eine Restschuldversicherungs-Vertriebseinheit in Polen aufgebaut wurde und 2008 die Expansion in Länder wie Tschechien, Slowenien, Ungarn und die Slowakei erfolgte.
Im Jahr 2013 wurde die ONTOS Lebensversicherung in Credit Life AG umbenannt und fungierte fortan als Risikoträger für verschiedene Versicherungsbereiche im Lebensgeschäft. Weitere Meilensteine umfassten die Gründung von Niederlassungen in den Niederlanden (Amsterdam) im gleichen Jahr und die Verschmelzung der niederländischen Credit Life International N.V. mit der deutschen Credit Life AG sowie von RiMaXX International N.V. mit der Rheinland Versicherungs AG im Jahr 2014.
Die Geschichte setzte sich mit der Sitz- und Betriebsstättenverlagerung nach Neuss im Jahr 2014 und dem Erwerb der Callas Group in den Niederlanden sowie der Gründung von Niederlassungen in Italien im Jahr 2016 fort.